# Гастроскоп

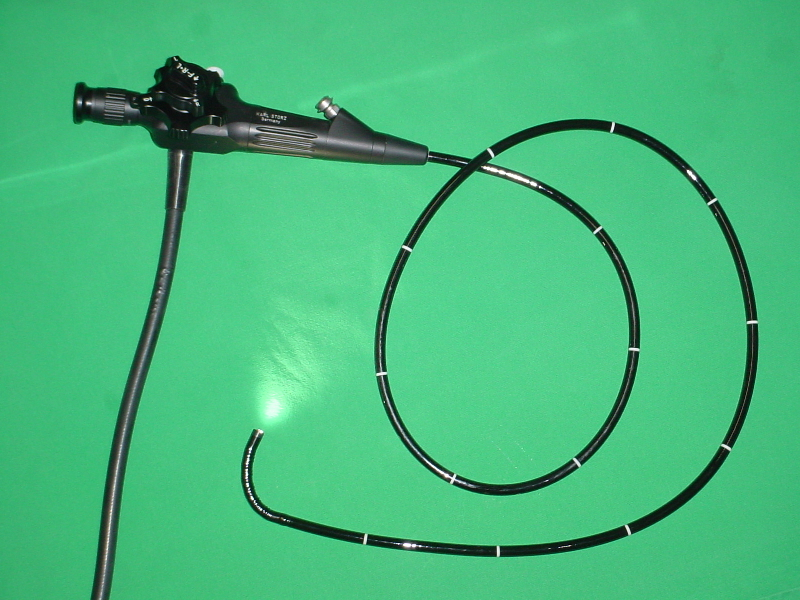

Гастроско́п — медичний прилад, один з видів ендоскопів: еластична трубка з оптичною системою, яка вводиться через ротову порожнину та стравохід для огляду порожнини і внутрішньої поверхні шлунку. Наукова медична назва пристрою — ФЕГДС (абревіатура від фіброезофагогастродуоденоскоп).

## Гастроскопія
Огляд верхніх відділів ШКТ через природні отвори називають ФЕГДС-скопією. Так як термін «незручний» щодо вимови, вживають жаргонізм гастроскопія (розмовне: «японець», «ковтати шланг»), незважаючи на те що дослівно це означає огляд лише внутрішньої поверхні шлунка.

### Показання і сфера застосування гастроскопії
ФЕГДС (гастроскопію) застосовують для детального вивчення слизової оболонки стравоходу, шлунка та дванадцятипалої кишки при підозрі на пухлини або кровотечі з цих органів, виразкову хворобу шлунка та/або дванадцятипалої кишки, при гастритах, дуоденітах, езофагітах. Гастроскопію призначають також як додаткового обстеження для уточнення діагнозу при інших захворюваннях (алергія, невроз).
За свідченнями може бути проведена біопсія або ендоскопічна рН-метрія. Для цього в гастроскопа є спеціальний біопсійний (інструментальний) канал, в який вводиться інструмент для взяття тканин або рН-метричний зонд, сполучений з ацидогастрометром.
Також здійснюють хірургічну зупинку ендоскопічним методом при виразкових кровотечах - припіканням, кліпсуванням, та прошиванням. У такому випадку має бути спеціальний ендоскоп, який дозволяє виконати такі маніпуляції додатково.